# Uromenus lecerfi
Uromenus lecerfi är en insektsart som beskrevs av Lucien Chopard 1937. Uromenus lecerfi ingår i släktet Uromenus och familjen vårtbitare. Inga underarter finns listade i Catalogue of Life.